# Malte Sundermann
Malte Sundermann (* 1983 in Köln) ist ein deutscher Schauspieler.

## Leben
Malte Sundermann absolvierte von 2003 bis 2007 sein Schauspielstudium am Max-Reinhardt-Seminar in Wien. Seine Bühnenlaufbahn begann er 2005, noch während seiner Ausbildung, bei der „Seewiese Altaussee“, als Demetrius in Ein Sommernachtstraum, in einer Inszenierung, die Klaus Maria Brandauer mit Reinhardt-Seminaristen realisierte.  
Sein erstes Festengagement hatte er von 2007 bis 2009 am Staatstheater Braunschweig, wo er mehrere Rollen der klassischen und modernen Theaterliteratur verkörperte. Er spielte u. a. den Simon in Verbrennungen von Wajdi Mouawad (Spielzeit 2007), den Boyfriend in Stillleben in einem Graben von Fausto Paravidino (2008), den Artur in Sławomir Mrożeks Theaterstück Tango (2009), den Morten Schwarzkopf in einer Bühnenfassung der Buddenbrooks (2008, Regie: Wolfgang Gropper) und den jungen Erich Spitta im Hauptmann-Klassiker Die Ratten.
Nach einem Gastengagement am Schauspiel Hannover (2009) war Sundermann von 2010 bis 2013 unter dem Direktorium von Rafael Sanchez und Barbara Weber festes Ensemblemitglied beim Theater am Neumarkt in Zürich. Dort spielte er u. a. den arbeitslosen Flieger Yang Sun in Der gute Mensch von Sezuan (2011, Regie: Barbara Weber), den Sohn Konstantin Gavrilovič Treplev in Die Möwe (2011, Regie: Milan Peschel), erneut den Demetrius (2012, Regie: Rafael Sanchez), die Titelrolle in Woyzeck (Spielzeit 2011/12, Regie: Yannis Houvardas) und den Franz Moor in Die Räuber (Spielzeit 2012/13, Regie: Markus Kubesch).
In der Spielzeit 2014/15 gastierte Sundermann am Schauspiel Köln. In der Spielzeit 2014/15 trat er außerdem am Staatstheater Darmstadt in dem Theaterstück Geschwister von Klaus Mann, der ersten eigenen Inszenierung des Schauspielers Heiko Raulin, auf. In der Spielzeit 2017/18 trat Sundermann an den Münchner Kammerspielen in der Produktion Perfect Romance (von The Agency und Leif Randt) auf.
Gelegentlich arbeitete Sundermann auch für das Fernsehen. In dem Serien-Special Ein Mord mit Aussicht spielte er an der Seite von Nina Proll und Dave Davis den Dorfpolizisten Dominik.
Sundermann, der auch als Hörspielsprecher tätig ist, lebt in Berlin.
Seine Schwester Laura Sundermann ist auch als Schauspielerin tätig.

## Filmografie (Auswahl)
- 2015: Ein Mord mit Aussicht (Fernsehfilm)
- 2017: Alarm für Cobra 11 – Die Autobahnpolizei: Unter Brüdern (Fernsehserie)